# Kategoria e Parë 1982-1983
La Kategoria e Parë 1982-1983 fu la 44ª edizione della massima serie del campionato albanese di calcio disputata tra il 22 agosto 1982 e il 29 maggio 1983 e conclusa con la vittoria del Vllaznia, al suo sesto titolo.
Capocannoniere del torneo fu Dashnor Bajaziti (Besa Kavajë) con 16 reti.

## Formula
Le squadre partecipanti al torneo furono 14 e disputarono un turno di andata e ritorno per un totale di 26 partite.
L'ultima classificata retrocedette mentre la penultima disputò uno spareggio contro la seconda della Kategoria e Dytë per la permanenza in massima serie.
Le squadre qualificate alle coppe europee furono due: la vincente del campionato fu ammessa alla Coppa dei Campioni 1983-1984 mentre la vincente della coppa d'Albania alla Coppa delle Coppe 1983-1984.

## Squadre
| Squadra             | Città        | Stadio | Stagione 1981-1982 |
| ------------------- | ------------ | ------ | ------------------ |
| Labinoti            | Elbasan      |        | 12°                |
| 17 Nëntori          | Tirana       |        | Campione d'Albania |
| KF Partizani Tirana | Tirana       |        | 4°                 |
| Dinamo Tirana       | Tirana       |        | 3°                 |
| Flamurtari          | Valona       |        | 2°                 |
| Tomori              | Berat        |        | 6°                 |
| Vllaznia            | Scutari      |        | 5°                 |
| Skënderbeu          | Coriza       |        | Kategoria e Dytë   |
| Lokomotiva          | Durazzo      |        | 9°                 |
| Luftëtari           | Argirocastro |        | 11°                |
| Naftëtari           | Kuçovë       |        | 10°                |
| Traktori            | Lushnjë      |        | Kategoria e Dytë   |
| Besa Kavajë         | Kavajë       |        | 8°                 |
| Besëlidhja          | Alessio      |        | 7°                 |

## Classifica finale
|                    | Pos. | Squadra     | Pt | G  | V  | N  | P  | GF | GS | DR  |
| ------------------ | ---- | ----------- | -- | -- | -- | -- | -- | -- | -- | --- |
| Albania (bandiera) | 1.   | Vllaznia    | 34 | 26 | 12 | 10 | 4  | 39 | 19 | +20 |
|                    | 2.   | Partizani   | 34 | 26 | 13 | 8  | 5  | 32 | 17 | +15 |
|                    | 3.   | 17 Nëntori  | 32 | 26 | 12 | 8  | 6  | 38 | 26 | +12 |
|                    | 4.   | Flamurtari  | 30 | 26 | 11 | 8  | 7  | 28 | 23 | +5  |
|                    | 5.   | Luftëtari   | 29 | 26 | 11 | 7  | 8  | 25 | 21 | +4  |
|                    | 6.   | Lokomotiva  | 28 | 26 | 10 | 8  | 8  | 27 | 24 | +3  |
|                    | 7.   | Skënderbeu  | 25 | 26 | 8  | 9  | 9  | 24 | 21 | +3  |
|                    | 8.   | Dinamo      | 25 | 26 | 8  | 9  | 9  | 29 | 30 | -1  |
|                    | 9.   | Labinoti    | 24 | 26 | 7  | 10 | 9  | 19 | 28 | -9  |
|                    | 10.  | Tomori      | 22 | 26 | 6  | 10 | 10 | 15 | 24 | -9  |
|                    | 11.  | Besa Kavajë | 21 | 26 | 6  | 9  | 11 | 28 | 35 | -7  |
|                    | 12.  | Traktori    | 21 | 26 | 6  | 9  | 11 | 23 | 38 | -15 |
|                    | 13.  | Naftëtari   | 20 | 26 | 6  | 8  | 12 | 23 | 38 | -15 |
|                    | 14.  | Besëlidhja  | 19 | 26 | 5  | 9  | 12 | 16 | 22 | -6  |

Legenda:

      Campione d'Albania
      Ammesso allo spareggio
      Ammesso alla Coppa delle Coppe
      Retrocesso in Kategoria e Dytë
Note:

Due punti a vittoria, uno a pareggio, zero a sconfitta.
Vllaznia campione per differenza reti.

### Spareggio
Lo spareggio fu disputato tra il Naftëtari e il Minatori Tepelenë, secondo classificato nella Kategoria e Dytë, il 5 e 12 giugno 1983.
| Kuçovë 5 giugno 1983 | Naftëtari | 4 – 1 | Minatori Tepelenë |  |

| Tepelenë 12 giugno 1983 | Minatori Tepelenë | 2 – 1 | Naftëtari |  |

## Verdetti
- Campione: Vllaznia
- Qualificata alla Coppa dei Campioni: Vllaznia
- Qualificata alla Coppa delle Coppe: 17 Nëntori
- Retrocessa in Kategoria e Dytë: Besëlidhja